# Sofoklis Wenizelos
Sofoklis Wenizelos (gr. Σοφοκλής Βενιζέλος; ur. 3 listopada 1894 w Chanii, zm. 7 lutego 1964 na pokładzie statku Hellas) – grecki polityk, premier Grecji (1944, 1950-1951), minister obrony (1950, 1952).

## Życiorys
Był drugim synem Elefteriosa Wenizelosa i Marii z d. Kateluzu. Ukończył szkołę wojskową Ewelpidon w stopniu podporucznika. W czasie I wojny światowej służył w armii, wziął udział w wojnie grecko-tureckiej w Azji Mniejszej, kończąc wojnę w stopniu kapitana piechoty. Po wystąpieniu z armii rozpoczął karierę polityczną w szeregach Partii Liberalnej (w której działał jego ojciec). W latach 1922-1928 przebywał w Paryżu jako attache wojskowy Grecji, awansując w tym czasie do stopnia pułkownika. Po zakończeniu misji dyplomatycznej przeszedł w stan spoczynku.

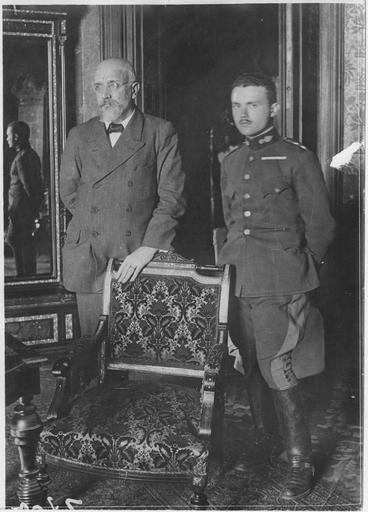
Sofoklis Wenizelos z ojcem w Salonikach (1916)

W 1940 próbował powrócić do służby czynnej w armii, ale jego podanie zostało odrzucone. W roku 1941 po zajęciu Grecji przez wojska niemieckie i włoskie, Wenizelos objął stanowisko ambasadora Grecji w USA (reprezentował rząd grecki na uchodźstwie). W 1943 po raz pierwszy objął stanowisko ministerialne w rządzie Emanuila Tsuderosa, a w kwietniu 1944 przez dwa tygodnie kierował rządem Grecji. Po powrocie do Grecji objął stanowisko wiceprezesa Partii Liberalnej, a w 1948 stanął na czele partii. W latach 1950-1951 dwukrotnie stawał na czele rządu.
W 1961 należał do grona założycieli Unii Centrum, partii kierowanej przez Jeorjosa Papandreu. 6 lutego 1964 wygłosił wieczorem przemówienie do mieszkańców Chanii, związane z trwającą kampanią wyborczą do parlamentu. Wkrótce później zaokrętował się na statek pasażerski Hellas, którym miał dopłynąć do Pireusu. W trakcie podróży odczuwał problemy z oddychaniem i w nocy zmarł na pokładzie statku. Dwa dni później został pochowany w Chanii.
Oprócz działalności politycznej Sofoklis Wenizelos był także brydżystą o międzynarodowej renomie. W 1935 był w składzie drużyny, która w Mistrzostwach Europy w Brukseli zwyciężyła w kategorii open, a następnie odniósł sukces w zawodach Four Aces w Nowym Jorku.
Był żonaty (w 1921 ożenił się z Kateriną Zerwudaki), miał córkę Despinę.